# مبحث في الفاهمة البشرية (جون لوك)
مبحث في الفاهمة البشرية أو مبحث في الفهم البشري أو مقال في الفهم البشري (بالإنجليزية: An Essay Concerning Human Understanding)‏ هو عمل لجون لوك يتحدث عن فهم الإنسان، يتعلق بتأسيس المعرفة والفهم الإنسانيين. ظهر الكتاب لأول مرة في عام 1689 (على الرغم من مؤرخة 1690) مع العنوان المطبوع مقال حول التفاهم الإنساني (بالإنجليزية: An Essay Concerning Humane Understanding)‏. يصف المقال العقل عند الولادة بأنه لوح فارغ (من الكلمة اللاتينية tabula rasa، على الرغم من أنه لم يستخدم تلك الكلمات الفعلية) كُتبت لاحقًا في الإصدارات الأخرى. كان المقال أحد المصادر الرئيسية لفلسفة التجريبية في الفلسفة الحديثة، كما أثرت على العديد من فلاسفة التنوير، مثل ديفيد هيوم وجورج بيركلي.
الكتاب الأول من المقال هو محاولة لوك لدحض الفكرة العقلانية للأفكار الأصلانية (الفطرية). يعرض الكتاب الثاني نظرية أفكار لوك، بما في ذلك التمييز بين الأفكار البسيطة المكتسبة، مثل «الأحمر» و«الحلو» و«المستدير»... إلخ، وبناء الأفكار المعقدة، مثل الأسباب والتأثيرات والملخصات والأفكار والهوية... إلخ. يميز لوك أيضًا بين الصفات الأساسية الموجودة فعليًا في الأجسام، مثل الشكل والحركة وترتيب جزيئات الدقائق، والصفات الثانوية التي هي «قوى لإنتاج أحاسيس مختلفة فينا» مثل «أحمر» و«حلو». هذه الصفات الثانوية، كما يدعي لوك، تعتمد على الصفات الأساسية. يقدم لوك أيضًا نظرية للهوية، ويقدم معيارًا نفسيًا إلى حد كبير. يهتم الكتاب الثالث باللغة، والكتاب الرابع بالمعرفة بما في ذلك الحدس والرياضيات والفلسفة الأخلاقية والفلسفة الطبيعية («العلم»)، والإيمان، والرأي.

## المحتوى

### الكتاب الأول
الفكرة الرئيسية هي أنه لا توجد «مبادئ فطرية». كتب لوك أنه عندما ننظر إلى الأطفال حديثي الولادة، نرى أنه ليس لديهم الكثير من الأفكار، وبدلاً من ذلك يكتسبون الأفكار تدريجياً من خلال الخبرة والملاحظة. يجادل الكتاب الأول من مقالته ضد فكرة الفطرية النفسية، التي كانت معتقدًا شائعًا بين فلاسفة عصره، وبينما اعترف بأن بعض الأفكار تظهر في وقت مبكر من الحياة، إلا أنه قال إنها تأتي من الحواس، بدءاً من الرحم، مثل ملاحظة الاختلافات في الألوان أو الأذواق. فهمنا المشترك للحلاوة على سبيل المثال يأتي من التعرض للأشياء الحلوة في وقت مبكر، وليس لأنها فكرة فطرية.
حجة لوك الرئيسية ضد الأفكار الفطرية هي أنه لا توجد حقيقة يتفق عليها الجميع. لقد تحدى العديد من الحقائق المفترضة المقبولة عالميًا، مثل مبدأ الهوية، مشيرًا إلى أن الأطفال والأشخاص الذين يعانون من إعاقات إدراكية غالبًا لا يتعرفون على هذه الحقائق. كما جادل أيضًا بأنه إذا كنا بحاجة إلى العقل لفهم الأفكار الفطرية، فيجب اعتبار جميع المبادئ والنظريات الرياضية فطرية، وهو ما وجده غير معقول.

### الكتاب الثاني
وبينما يرفض الكتاب الأول فكرة الأفكار الفطرية عند ديكارت والعقلانيين، يوضح الكتاب الثاني أن جميع الأفكار تأتي من التجربة، إما عن طريق الإحساس (معلومات حسية مباشرة) أو— التفكير (الوعي بعمليات العقل).
يتحدث لوك في الكتاب الثاني عن الجواهر والصفات. المواد هي الدعم المجهول للصفات، في حين أن الصفات هي الميزات التي تسمح لنا بإدراك الأشياء وتحديدها، والمادة هي ما يجمع هذه الصفات معاً. من المفترض أن تكون المواد بمثابة دعم للصفات التي تخلق أفكارًا بسيطة فينا، ومع ذلك وجود المواد لا يزال غير مؤكد لأننا لا نستطيع إدراكها بشكل مباشر، إلا من خلال صفاتها.
يقسم لوك الصفات إلى أولية وثانوية. تمنحنا الصفات الأولية أفكارًا مبنية على الإحساس المباشر والخبرة، بينما تساعدنا الصفات الثانوية على فهم الأشياء بناءً على التفكير، وربط ما ندركه بأفكار أخرى.

كما يناقش الكتاب الثاني أيضًا بشكل منهجي وجود كائن ذكي:

وهكذا من خلال فحص أنفسنا وما نجده داخل طبيعتنا، يقودنا العقل إلى الحقيقة الواضحة والمؤكدة المتمثلة في وجود كائن أبدي وأقوى وأعلم؛ بغض النظر عما إذا كان المرء قد اختار أن يطلق عليه «الله» أو أي شيء آخر.
يؤكد لوك أن «الوعي» هو ما يميزنا، وبالتالي:
| مبحث في الفاهمة البشرية (جون لوك) | …تعتمد الهوية على كونها نفس الكائن العقلاني، وطالما أننا نستطيع أن نتذكر فعلًا أو فكرة سابقة، فإن هويتنا تمتد إلى تلك اللحظة. الشخص الذي يتذكر الآن هو نفس الشخص الذي شهد هذا الفعل أو الفكر في الماضي. | مبحث في الفاهمة البشرية (جون لوك) |

### الكتاب الثالث
يدور الكتاب الثالث حول الكلمات. يشرح لوك كيف تمثل الكلمات الأفكار، وأن البشر فريدون في خلق الأصوات لتكوين الكلمات وبناء اللغة.
وفي الفصل العاشر ينتقد لوك الفلاسفة بعنوان «إساءة استخدام الكلمات» لاختراعهم كلمات جديدة ليس لها معاني واضحة، ويشير أيضًا إلى مشكلة استخدام الكلمات غير المرتبطة بأفكار واضحة أو تغيير معاني المصطلحات.
يستخدم لوك هذه المناقشة للغة لتسليط الضوء على التفكير السيئ، ويشير إلى أن بعض الفلاسفة يخلقون ارتباكًا باستخدام كلمات قديمة بطرق غير متوقعة أو باختلاق كلمات جديدة دون تعريفات مناسبة. غالبًا ما يجعل هذا النوع من اللغة الكتّاب يبدون أكثر دراية أو تبدو أفكارهم أكثر تعقيدًا مما هي عليه بالفعل.

### الكتاب الرابع
يتناول هذا الكتاب المعرفة ككل، ويصفها بأنها مجموعة من الأفكار والتصورات. يدرس لوك حدود المعرفة الإنسانية ويتساءل عما إذا كان من الممكن اعتبارها دقيقة أو صحيحة.

يميز لوك بين ما يدعي شخص ما أنه يعرفه ضمن نظام المعرفة وما إذا كانت تلك المعرفة المزعومة صحيحة بالفعل. يتحدث لوك حول هذه النقاط في بداية الفصل الرابع بعنوان «في حقيقة المعرفة»:

أتفهم أنك قد تعتقد أنني كنت أتحدث عن أفكار دون هدف حقيقي. قد تتساءل ما الفائدة من القول بأن المعرفة هي مجرد فهم اتفاق أفكارنا أو اختلافها. ماذا تعني هذه الأفكار حتى؟ ما هي القيمة الموجودة في معرفة خيال الناس عندما نريد أن نفهم الواقع؟ ما يهم حقًا هو معرفة الأشياء كما هي على حقيقتها، وليس مجرد الأحلام أو الخيالات، وهذا ما يعطي قيمة تفكيرنا ويجعل معرفة شخص ما أفضل من معرفة شخص آخر.
في الفصل الأخير من الكتاب، يقدم لوك التصنيف الرئيسي للعلوم في الفلسفة الطبيعية، وعلم العلامات، والأخلاقيات.

## ردود الفعل والتأثير
اُنتُقِدَت العديد من أفكار لوك من قبل العقلانيين والتجريبيين، قدّم الكاتب العقلاني الألماني غوتفريد لايبنتس في عام 1704 طعناً وردًا تفصيليًا على عمل لوك، بعنوان «مقالات جديدة عن الفاهمة البشرية» (بالفرنسية: Nouveaux essais sur l'entendement humain)‏. اختلف لايبنتس مع لوك في عدة نقاط، بما في ذلك رفض لوك للأفكار الفطرية، وشكوكه حول تصنيف الأنواع، وفكرة أن المادة يمكن أن تفكر. يعتقد لايبنتز أن تركيز لوك على التفكير يعني أنه لا يستطيع رفض فكرة المعرفة الفطرية بشكل كامل أو أن يكون ثابتًا في اعتقاده بأن العقل هامد.
كما انتقد التجريبي جورج بيركلي أفكار لوك في كتابه «رسالة في مبادئ المعرفة الإنسانية» (بالإنجليزية: A Treatise Concerning the Principles of Human Knowledge)‏، قال بيركلي إن أفكار لوك حول المفاهيم المجردة كانت مربكة ومتناقضة، وقال أيضًا إن فكرة لوك عن الجوهر المادي لم تكن منطقية، وهي نقطة كررها في عمله الأخير، «ثلاثة حوارات بين هيلاس وفيلونوس» (بالإنجليزية: Three Dialogues Between Hylas and Philonous)‏.
وفي الوقت نفسه، وضع عمل لوك أسسًا مهمة للتجريبيين المستقبليين مثل ديفيد هيوم. نشر الأسقف جون وين نسخة مختصرة من «مبحث في الفاهمة الإنسانية» للوك في عام 1696 بموافقة لوك، وبالمثل، كتبت لويزا كابر نسخة مختصرة من مقالة لوك، والتي نُشرت في عام 1811.
رأى بعض الفلاسفة الأوروبيين أن تأثير الكتاب على علم النفس يمكن مقارنته بتأثير إسحاق نيوتن على العلوم. كتب فولتير:
مثلما يشرح عالم التشريح الماهر كيف يعمل الجسم البشري، كذلك يشرح لوك في «مبحث في الفاهمة البشرية» كيف يعمل العقل. لقد كتب العديد من الفلاسفة قصصًا خيالية عن الروح، لكن لوك وصف تاريخها الفعلي بعناية.

## الطبعات
- Locke, John. 1690. An Essay Concerning Humane Understanding (1st ed.). 1 vols. London: Thomas Basset.
- — 1894. An Essay Concerning Human Understanding, edited by الكسندر كامبل فريزر  [لغات أخرى]‏. 2 vols. Oxford: Clarendon Press.
- — 1722. Works, Vol 1. London: Taylor.

## قراءات إضافية
- Clapp, James Gordon. 1967. "John Locke." Encyclopedia of Philosophy. New York: Macmillan.
- Uzgalis, William. [2001] 2018. "John Locke" (revised ed.). موسوعة ستانفورد للفلسفة. Retrieved on 16 June 2020.
- Ayers, Michael. 1991. Locke: Epistemology and Ontology. 2 vols. London: روتليدج (دار نشر).
- Bennett, Jonathan. 1971. Locke, Berkeley, Hume: Central Themes. Oxford: دار نشر جامعة أكسفورد.
- Bizzell, Patricia, and Bruce Herzberg, eds. 2001. The Rhetorical Tradition (2nd ed.). Boston: Bedford/St. Martin's.
- Chappell, Vere, ed. 1994. The Cambridge Companion to Locke. Cambridge: مطبعة جامعة كامبريدج.
- Fox, Christopher. 1988. Locke and the Scriblerians. Berkeley: دار نشر جامعة كاليفورنيا.
- Gordon-Roth، Jessica (2019). Zalta، Edward N. (المحرر). "Locke on Personal Identity". Stanford Encyclopedia of Philosophy.
- Jolley, Nicholas. 1999. Locke: His Philosophical Thought. Oxford: Oxford University Press.
- Lowe, E. J. 1995. Locke on Human Understanding. London: Routledge.
- Yolton, John. John Locke and the Way of Ideas. Oxford: Oxford University Press, 1956.
- — 1970. John Locke and the Compass of Human Understanding. Cambridge: Cambridge University Press.